# Kansit Premthanakul
Kansit Premthanakul (thailändisch กัณฑ์สิทธิ์ เปรมธนากุล, * 11. Oktober 1991 in Chiang Mai) ist ein thailändischer Fußballspieler.

## Karriere
Das Fußballspielen erlernte Kansit Premthanakul beim damaligen Zweitligisten Chiangmai FC in Chiangmai. Hier unterschrieb er 2015 auch seinen ersten Vertrag. 2017 wechselte er zum Erstligaaufsteiger Ubon UMT United nach Ubon Ratchathani. Nachdem der Verein 2018 in die Zweite Liga abgestiegen war, verließ er den Verein und schloss sich dem Zweitligaaufsteiger JL Chiangmai United FC aus Chiangmai an. Nach der Hinserie 2019 wechselte er zum Ligakonkurrenten Sisaket FC nach Sisaket. Bis Ende Juni 2020 absolvierte er für den Zweitligisten 24 Spiele und schoss dabei fünf Tore. Zum 1. Juli 2020 unterschrieb er einen Vertrag beim Ligakonkurrenten Nongbua Pitchaya FC in Nong Bua Lamphu. Im März 2021 feierte er mit Nongbua die Zweitligameisterschaft und den Aufstieg in die erste Liga. Nach dem Aufstieg verließ er Nongbua und wechselte nach Trat. Hier unterschrieb er einen Vertrag beim Erstligaabsteiger Trat FC. Für den Erstligaabsteiger aus Trat stand er 21-mal in der zweiten Liga auf dem Spielfeld. Im Juli 2022 wechselte er zum ebenfalls in der zweiten Liga spielenden Raj-Pracha FC. Nach einem Spiel für den Hauptstadtverein wurde sein Vertrag nach der Hinserie 2022/23 aufgelöst. Mitte Januar 2023 verpflichtete ihn der ebenfalls in der zweiten Liga spielenden Samut Prakan City FC. Für den Verein aus Samut Prakan kam er in der zweiten Liga jedoch nicht zum Einsatz. Im Sommer 2023 unterschrieb er einen Vertrag beim Drittligisten Sisaket United FC. Mit dem Verein aus Sisaket spielte er in der North/Eastern Region der Liga. Am Ende der Saison 2023/24 feierte er mit Sisaket die Meisterschaft der Region. In der Aufstiegsrunde konnte man sich durchsetzen und stieg in die zweite Liga auf.

## Erfolge
Nongbua Pitchaya FC
- Thailändischer Zweitligameister: 2020/21  ▲

Sisaket United FC
- Thai League 3 – North/East: 2023/24  ▲